# Loral O'Hara
Loral Ashley O'Hara (Houston, Texas, 3 de mayo de 1983) es una ingeniera estadounidense y astronauta de NASA.

## Biografía
Hija de Cindy y Steve O'Hara, creció en Sugar Land, Texas, donde asistió al Clements High School.  Obtuvo una licenciatura en ingeniería aeroespacial de la Universidad de Kansas en 2005, y una maestría en aeronáutica y astronáutica de la Universidad de Purdue en 2009. Mientras era estudiante, O'Hara participó en el Programa de Oportunidades de Vuelo para Estudiantes de Gravedad Reducida KC-135.

### Trayectoria profesional
Antes de completar su maestría en ciencias, O'Hara trabajó para Rocketplane Limited en Oklahoma City, Oklahoma. En 2009, O'Hara comenzó a trabajar en la Institución Oceanográfica Woods Hole. Ha participado en actualizaciones del sumergible DSV Alvin, y ha trabajado como ingeniera y procesadora de datos para el vehículo operado remotamente Jason.

### Astronauta de la NASA
O'Hara participó previamente en la Academia de la NASA en el Centro de Vuelo Espacial Goddard, y completó una pasantía en el Laboratorio de Propulsión a Reacción. En junio de 2017, fue seleccionada como candidata a astronauta y comenzó a entrenar en agosto. El 10 de enero de 2020, O'Hara se graduó del programa de candidaturas a astronautas de la NASA para formar parte de su cuerpo de astronautas, y ahora es elegible para vuelos espaciales.

## Vida personal
O'Hara es una piloto privada y técnica médica de emergencias certificada. Le gusta viajar, hacer rafting, surf, buceo, vuelo, vela, esquí, senderismo, espeleología, la lectura y la pintura.

## Premios y reconocimientos
- En 2008, O'Hara fue galardonada con una Beca de Investigación de la Fundación Nacional de Ciencias.[5]
- En 2015, fue una de las ponentes en el TEDx New Bedford (Massachusetts).[6]